# Дробницкий, Григорий Карпович
Григорий Карпович Дробницкий (укр. Григорий Карпович Дробницький; 8 февраля 1893 год, село Ивановка, Полтавская губерния — 4 мая 1986 год) — старший агроном Первухинского свеклосовхоза Министерства пищевой промышленности СССР, Богодуховский район Харьковской области, Украинская ССР. Герой Социалистического Труда (1948). Заслуженный агроном УССР.

## Биография
Родился 8 февраля 1893 года в крестьянской семье в селе Ивановка Полтавской губернии. В 1913 году окончил гимназию в городе Золотоноша, после чего поступил в Киевский университет. Участвовал в сражениях Первой мировой войны. После Гражданской войны работал в отделе народного образования в Золотоноше. С 1921 года обучался на агрономическом факультете Киевского политехнического института (позднее — Киевский сельскохозяйственный институт), по окончании которого трудился в Носовском сахарокомбинате Киевского объединения «Главсахар». В 1932 году назначен главным агрономом Октябрьского сахарокомбината в Карловке Харьковской области.
После начала Великой Отечественной войны руководил эвакуацией Октябрьского сахарокомбината в посёлок Аркадак Саратовской области, где вместе с сотрудниками организовал производство продукции. После освобождения Украины от немецких оккупантов возвратился на родину. Был назначен главным агрономом Первухинского свеклосовхоза в Богодуховском районе Харьковской области. Занимался восстановлением разрушенного хозяйства и организацией производства в сложных условиях. В 1947 году совхоз получил в среднем по 31,14 центнеров ржи с каждого гектара на участке площадью 80,95 гектаров. В 1938 году удостоен звания Героя Социалистического Труда «за получение высокого урожая ржи при выполнении совхозом плана сдачи сельскохозяйственных продуктов в 1947 году и обеспеченности семенами зерновых культур для весеннего сева 1948 года».
Скончался 4 мая 1986 года.

## Награды
- Герой Социалистического Труда — указом Президиума Верховного Совета СССР от 30 апреля 1948 года
- Орден Ленина